# Carex torta
Carex torta là một loài thực vật có hoa trong họ Cói. Loài này được Boott ex Tuck. mô tả khoa học đầu tiên năm 1843.